# ローズマリ・エレン・グィリー
ローズマリ・エレン・グィリー（Rosemary Ellen Guiley、1950年7月8日 - 2019年7月18日）は、アメリカ合衆国の作家で、スピリチュアリティ、オカルト、超常現象に関する主題を専門としていた。ラジオ番組の司会者でもあり、認定催眠術師、「国家ミステリー研究博物館」「地球外遭遇研究財団」の理事を務め、ミシガン州アッパー半島超常現象研究会の「生涯功労賞」を受賞している。彼女は10冊の百科事典を含む49冊以上の書籍を執筆している。

## 著書
- 『魔女と魔術の事典』荒木正純訳　1996年　原書房　ISBN-978-4562028580

- 『悪魔と悪魔学の事典』金井美子訳　2016年　原書房　ISBN-978-4562053155

- 『妖怪と精霊の事典』松田幸雄訳 　1995年　青土社　ISBN-978-4791753833

- 『図説天使と精霊の事典』　大出健訳　1998年　原書房　ISBN-978-4562031597

- 『魔法と錬金術の百科事典』(「ロウズマリー・エレン・グィリー」表記)　目羅公和訳　2006年　柊風舎　　ISBN-978-4903530307

- 『図説天使百科事典』　大出健訳　2006年　原書房　ISBN-978-4562039791